# Vänninsalo
Vänninsalo är en ö i Finland. Den ligger i sjön Roine och i kommunen Kangasala i den ekonomiska regionen Tammerfors och landskapet Birkaland, i den södra delen av landet, 140 km norr om huvudstaden Helsingfors. Öns area är 1,71 kvadratkilometer och dess största längd är 1,9 kilometer i nord-sydlig riktning.